# Fumisterie
La fumisterie est le secteur d'activité professionnelle qui installe et répare les conduits de cheminée et effectue les travaux concourant à l'évacuation des fumées de la combustion.
Les travailleurs de ce secteur sont appelés fumistes, car leur rôle consiste à empêcher les cheminées de s'encrasser au risque de prendre feu. 
Cette activité englobe notamment :
- la construction de socles de chaudières, le calorifugeage des canalisations, la pose de revêtements en faïence, céramique et carreaux réfractaires, et de petits travaux de maçonnerie ;
- en milieu industriel où le métier est nommé monteur en thermique industrielle :  la construction, la démolition et la réparation de fours industriels en cimenterie, verrerie, pétro-chimie, traitement thermique, sidérurgie etc. Les fumistes ont aussi historiquement la responsabilité de la construction et de l'entretien des cheminées d'usine.

Cette profession est exposée à des risques sanitaires particuliers (silicose, cancer du poumon, mésothéliome) liés respectivement à la présence de silice cristalline ou d'amiante dans les produits réfractaires et isolants et de cancérogènes dans les suies de combustion . Moyens de protection minimum : masques adaptés (en particulier masques à adduction d'air lors de travaux dans les espaces confinés), gants et vêtements appropriés.
Le mot « fumiste » apparaît dans le Dictionnaire de l'Académie française en 1762. Son usage pour définir un plaisantin ou un farceur a pour origine un vaudeville joué en 1840 intitulé La Famille du fumiste, mettant en scène les galéjades de cet homme.

## Principaux matériels utilisés en fumisterie

### Conduits en métal
Ces produits parfois regroupés sous le terme ferblanterie sont généralement en acier inoxydable, zinc ou aluminium, et construits par rivetage, soudure ou emboutissage.
Ils peuvent être galvanisés, émaillés de couleur blanche ou noire, lisses ou nervurés, polis ou bruts. Certains accessoires sont parfois en laiton (clés, poignées, rosaces).

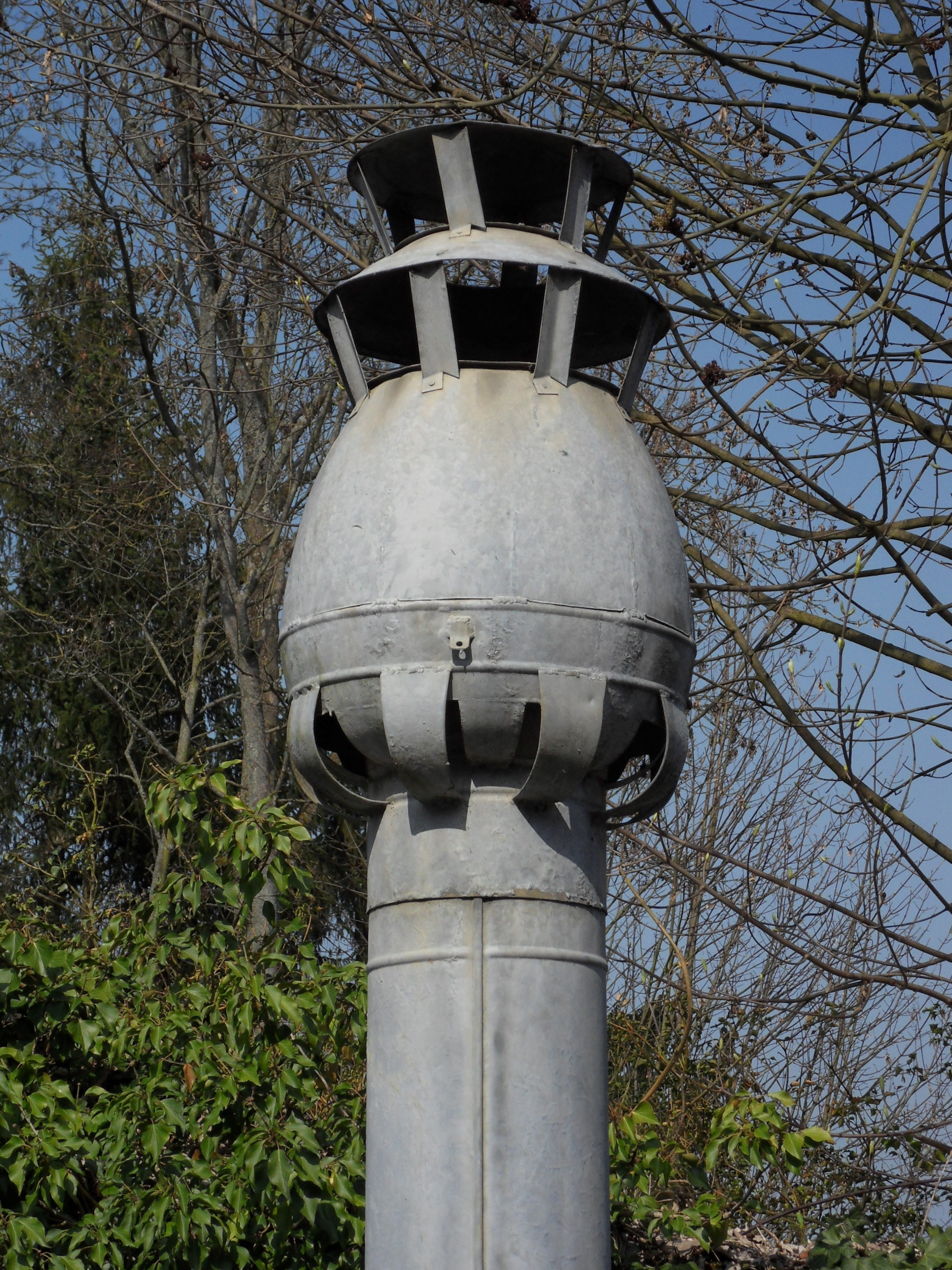
Aspirateur statique complexe au sommet d'une cheminée basse à Provins (Seine-et-Marne).

L'assemblage est le plus souvent réalisé en emboitant les pièces.
- Tuyau de fumée de diamètre et longueur variable, rigide ou souple (flexible ou extensible)
- Coude avec angle jusqu'à 90°, lisse ou plissé
- Té, équerre, embranchement et piquage
- Réduction excentrique ou concentrique
- Clapet de tirage, clapet anti-retour et clapet de réglage
- Tampon, bouchon et purge
- Raccord, manchon et manchette
- Rosace
- Protection par chapeau chinois ou aspirateur (statique ou rotatif)
- Grille de ventilation et pare-pluie
- Collier de serrage

### Conduits enmaçonnerie
Les principaux produits sont généralement en terre-cuite (brique réfractaire) : 
- Boisseau (conduit)
- Trappe
- Souche de cheminée

### Quelques exemples de la science de la fumisterie

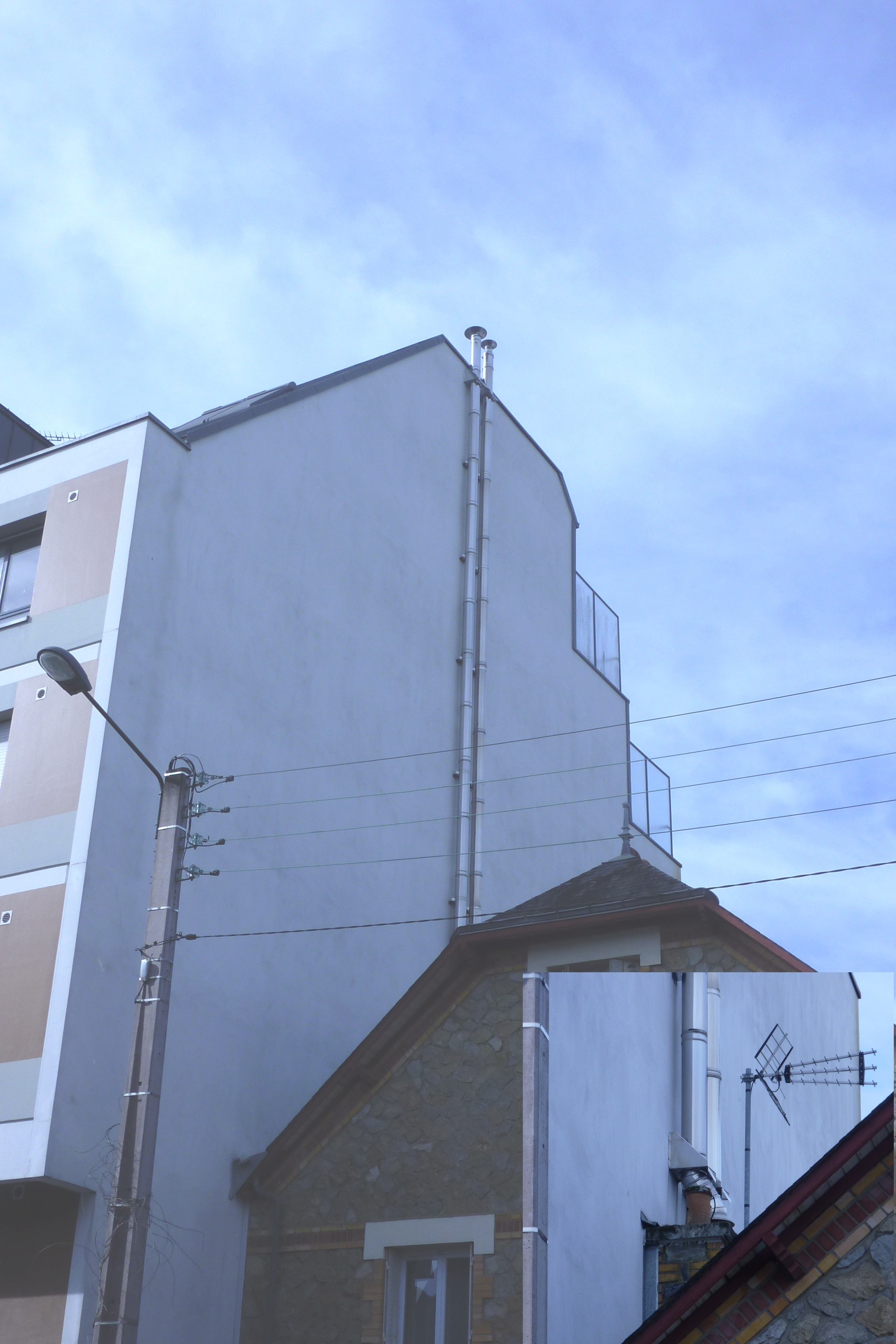

La science de la fumisterie est multiséculaire. Sa bonne pratique indique que la sortie de la cheminée doit être située à "au moins 40 cm au-dessus de toute partie de construction distante de moins de 8 m." La plupart du temps, pour une maison individuelle isolée, cela suppose que la sortie de la cheminée se trouve à au moins 40 cm au-dessus du faitage du toit de la maison. C'est ce que l'on observe facilement.
Cependant, lorsque existent d'autres constructions plus hautes (ou éventuellement un rideau d'arbre), le tirage de la cheminée peut ne plus exister pour certaines orientations de vent (image de gauche, datant de 1717, et image de droite). Il faut donc élever notablement la sortie des fumées.

## Filmographie
Dans le film de Jean Yanne Les Chinois à Paris (1974), les Chinois, censés occuper la France, apprennent incidemment que les Français sont les plus grands fumistes du monde : ceux-ci se retrouvent donc à fabriquer des tuyaux de poêle.